# Antigua Guatemala Fútbol Club
Pour les articles homonymes, voir GFC.
Maillots
Antigua GFC (officiellement : « Antigua Guatemala Fútbol Club ») est un club professionnel de football basé à Antigua au Guatemala. Il joue au stade Pensativo, d'une capacité de 9 000 personnes.

## Histoire
Le club remporte le Tournoi d'Ouverture du championnat du Guatemala en 2015, ce qui lui permet de participer à la Ligue des champions de la CONCACAF lors de la saison 2016-2017.

## Palmarès
- Championnat du Guatemala
  - Champion : 2015 (O), 2016 (O), 2017 (O), 2019 (C)